# مهرهای ساسانی

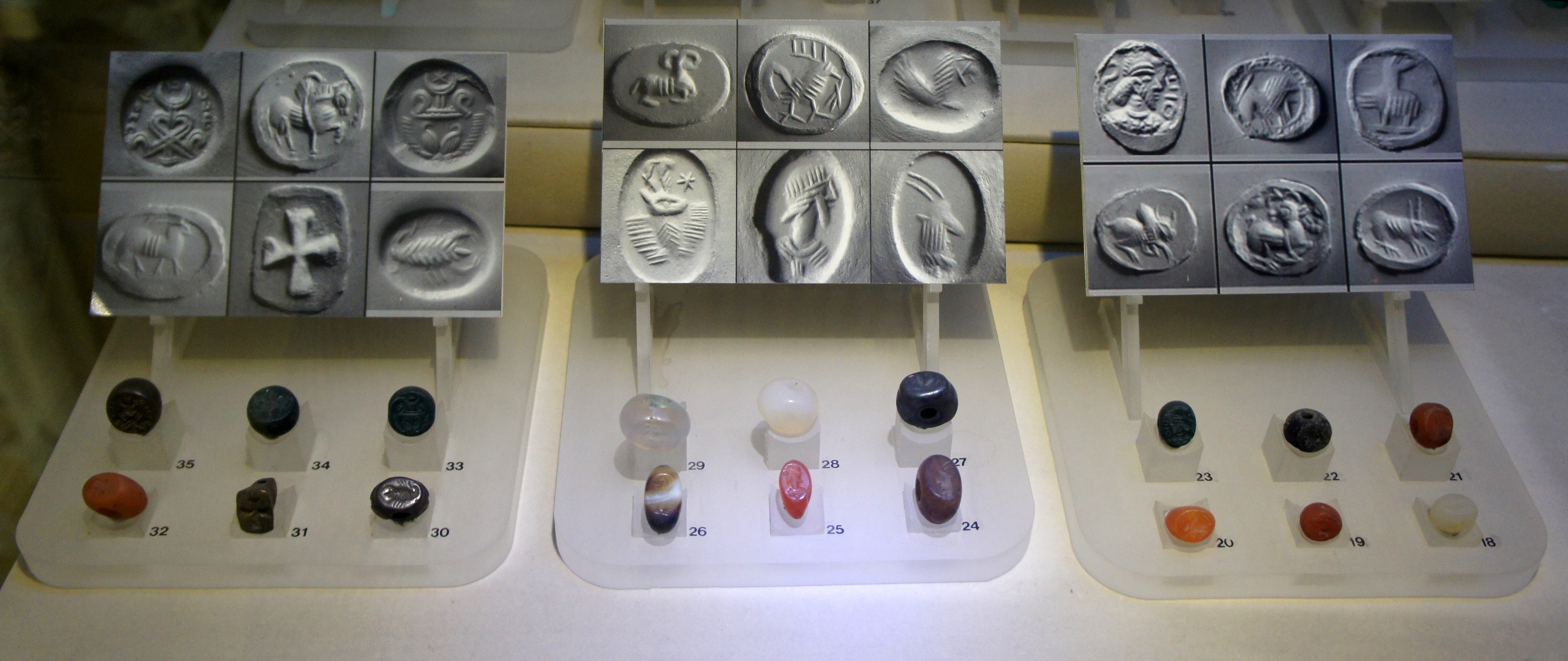
تعدادی از مهرهای ساسانی در موزه محسن مقدم در تهران.

تعداد بسیاری از مُهرهای ساسانی که از سنگ‌های گران‌بها ساخته شده‌اند در دست است. بسیاری از آنها دارای نقوش  بعضی دارای نوشته‌است. این نوشته‌ها شامل نام صاحب مهر و نام پدر و در مواردی عنوان و منصب وی است. تعدادی از آنها متعلق به دین مردان (روحانیان) زردشتی است. بیشتر مهرها به مردان تعلق دارد گرچه تاکنون تعداد کمی از مهر زنان نیز به دست آمده‌است که حاکی از نقش فعال زنان در امور اجتماعی عهد ساسانی است. مهرها هم در موزه‌های گوناگون جهان و هم در مجموعه‌های خصوصی نگاه‌داری می‌شود و تاکنون بسیاری از آن‌ها منتشر شده‌است. 
مهرواره‌ها را از گل پخته درست می‌کردند و در آن‌ها سوراخی می‌نهادند. نامه‌ها و اسناد را پس از پیچیدن با ریسمان و غیره با این مهرواره‌ها می‌بسته‌اند و به اصطلاح امروز مهر و موم می‌کرده‌اند. دو مجموعهٔ عمده از مهرواره‌ها تخت سلیمان و قصر ابونصر تاکنون منتشر شده‌است. مهرها و مهرواره‌ها از جهت در برداشتن نام‌های اشخاص، عنوان‌ها و نام جای‌ها از اهمیت برخوردارند در بعضی مهرها جملات اندررز نیز دیده می‌شود.  